# Pratappur Paltuwa
Pratappur Paltuwa – gaun wikas samiti w środkowej części Nepalu  w strefie Narajani w dystrykcie Rautahat. Według nepalskiego spisu powszechnego z 2001 roku liczył on 1056 gospodarstw domowych i 6645 mieszkańców (3215 kobiet i 3430 mężczyzn).